# سخت‌تر شدن اوضاع (فیلم ۲۰۰۹)
«سخت‌تر شدن اوضاع» (انگلیسی: The Turn of the Screw (2009 film)) یک فیلم است که در سال ۲۰۰۹ منتشر شد.